# بلنغآباد (مقاطعة اشتهارد)
بلنغآباد (بالفارسية: پلنگ‌آباد) هي قرية تقع في قسم بلنغ آباد الريفي (مقاطعة اشتهارد) في إيران. يقدر عدد سكانها بـ 1,026 نسمة.